# Готский, Михаил Владимирович
Михаи́л Влади́мирович Го́тский (Готский-Данилович) (15 января 1907 (по старому стилю), Иркутск — 1962, Владивосток) — полярный капитан дальнего плавания, исследователь Арктики, кандидат географических наук. В ряде источников назван «легендарным капитаном» полярного плавания. В его честь назван контейнеровоз «Капитан Готский» (1965—1992) и танкер «Капитан Готский» (построен в 2008).

## Биография
Родился в семье дворянина Могилевской губернии Владимира Михайловича Готского-Даниловича и его жены Анфии Александровны.
Прошёл путь от матроса до капитана дальнего плавания. В 1929 году закончил морской техникум во Владивостоке, получив диплом судоводителя с отличием. Более 40 лет работал в полярных широтах.
С 1934 года водил караваны судов по трассе Северного морского пути. В 1934 году был вторым помощником капитана (штурманом) в первом «сквозном походе» ледокола «Фёдор Литке» по Севморпути, награждён за этот поход орденом. Участвовал в Великой Отечественной войне. С 1943 года командовал отрядом военных транспортов. Много лет участвовал в проводке судов, командуя линейными ледоколами «Красин», «Адмирал Лазарев», «Сибирь» и «Москва».
31 июля 1947 года в проливе Лонга пароход «Моссовет», шедший под командованием Готского, был сжат льдами и погиб, несмотря на помощь ледокола «Анастас Микоян». Команда благополучно перешла на ледокол, капитан последним покинул тонущее судно. Именем парохода названа в 1974 году бухта на острове Малый Таймыр.
В 1949—1957 годах Михаил Готский работал капитаном-наставником Севморпути, передавая опыт плавания в Арктике молодым капитанам. Разрабатывал методы проведения морских ледовых операций и использования авиации для ледовой разведки и проводки судов.
В 1955 году заочно окончил судоводительский факультет ДВВИМУ им. адм. Г. И. Невельского (Владивосток). Был переведен из Севморпути в Дальневосточное морское пароходство, где работал капитаном-наставником, одновременно преподавая морскую практику в ДВВИМУ.
В 1959 году в связи со сложными ледовыми условиями возглавлял операции в Северо-Восточном районе Арктики.
В 1961 году командовал дизель-электрическим ледоколом «Москва», за 10 суток совершившим переход из Мурманска во Владивосток.
Похоронен на Морском кладбище Владивостока.

## Научная деятельность
М. В. Готский обобщил знания, накопленные советскими полярными мореплавателями, в фундаментальном труде «Опыт ледового плавания» (1957). За эту книгу ему была присуждена учёная степень кандидата географических наук. Был инициатором создания и соавтором первого «Справочника судоводителя морского флота» (1951), автором ряда других монографий и пособий, посвящённых судовождению.

## Труды

### Книги
- Разделы «Навигация», «Лоция» (совм. с В. В. Александровским), «Практическая девиация», «Метеорология» (совм. с Г. Р. Жуковским), «Океанография» (совм. с Г. Р. Жуковским) // В кн.: [militera.lib.ru/enc/s_sudovoditel/index.html Справочник судоводителя морского флота]. — М.—Л.: Морской транспорт, 1951. — 750 с. — 5000 экз.
- Готский М. В. Практическая навигация. — Изд. 1-е. — М.: Морской транспорт, 1952. — 384 с.; Изд. 2-е, испр. и доп. — М.: Морской транспорт, 1963. — 343 с.
- Готский М. В. Опыт ледового плавания. — Изд. 1-е. — М.: Морской транспорт, 1957. — 360 с.; Изд. 2-е. — М.: Морской транспорт, 1961. — 368 с.
- Готский М. В. Английские морские пособия и карты : Учебное пособие для судоводительских факультетов высших инженерных морских училищ и судоводительских отделений мореходных училищ. — М.: Морской транспорт. — 1958. — 260 с. — 10 000 экз.
- Готский М. В., Жмак А. В. Практическое руководство для штурманов. — М.: Транспорт, 1965.
- Лекции о правилах предупреждения столкновения судов в море. — Т. 1—6. — 1955.

### Статьи
- Готский М. В. Морской торговый путь на Колыму и Добровольный флот. // Летопись Севера. — Т. 3. — 1962. — С. 176—187.

## Награды
- Орден Ленина,
- орден Отечественной войны 1 степени,
- орден Трудового Красного Знамени,
- орден «Знак Почёта»,
- медаль «За победу над Германией в Великой Отечественной войне 1941—1945 гг.»,
- медаль «За победу над Японией»,
- медаль «За трудовую доблесть» (03.05.1940) — «за выдающиеся заслуги в деле освоения Северного Морского Пути и районов Крайнего Севера, а также за образцовую и самоотверженную работу в период арктических навигаций 1938 и 1939 годов».

## Память
В честь М. В. Готского назван дизель-электроход, контейнеровоз ледового класса «Капитан Готский» (1965—1992, дедвейт 8108 т, типа Амгуэма) и арктический челночный танкер усиленного ледового класса «Капитан Готский» (построен в мае 2008 года в Пусане, дедвейт 70 тыс. т, приписан к порту Санкт-Петербург), предназначенный для морской транспортировки нефти с находящегося в Арктическом регионе месторождения «Варандей».